# Jump for Glory
Jump for Glory is een Britse dramafilm uit 1937 onder regie van Raoul Walsh. De film werd destijds uitgebracht onder de titel Als een dief in de nacht.

## Verhaal
De grond wordt de dranksmokkelaar Ricky Morgan te heet onder de voeten in New Orleans. Hij duikt daarom onder in Londen en wordt daar een succesvol inbreker. Tijdens een inbraak maakt hij kennis met Glory Fane en ze worden verliefd. Ricky wil zijn leven omgooien, maar een oude kennis uit de Verenigde Staten gooit roet in het eten.

## Rolverdeling
| Acteur                | Personage          |
| --------------------- | ------------------ |
| Douglas Fairbanks jr. | Ricky Morgan       |
| Valerie Hobson        | Glory Fane         |
| Alan Hale             | Jim Diall          |
| Jack Melford          | Thompson           |
| Anthony Ireland       | Timothy Haddon     |
| Barbara Everest       | Mevrouw Nolan      |
| Edward Rigby          | Sanders            |
| Esme Percy            | Robinson           |
| Basil Radford         | Advocaat           |
| Leo Genn              | Openbare aanklager |
| Ian Fleming           | Lijkschouwer       |
| Frank Birch           | Predikant          |